# Rotfjärilar
Rotfjärilar (Hepialidae) är en familj i insektsordningen fjärilar. Som det svenska namnet antyder så lever larverna i växternas rötter och kan ibland orsaka viss skadegörelse.

## Kännetecken
Rotfjärilar är relativt stora fjärilar med ett vingspann på oftast mellan 23 och 75 millimeter, men det finns också tropiska arter med ett vingspann på över 20 centimeter. Antennerna är korta och sugsnabel saknas eller är reducerad. Framvingarna och bakvingarna har ett likartat ribbmönster vilket är ett primitivt drag som de har gemensamt med käkmalarna och purpurmalarna. 

## Levnadssätt
De flesta, men inte alla, rotfjärilar flyger vid skymningen. Vissa arter kan ses i stort antal när hanarna svärmar över ängsmark och sänder ut doftämnen för att locka till sig honor. Honan släpper äggen i flykten över vegetationen. Larverna lever i eller på rötter och kan orsaka viss skadegörelse i till exempel salladsodlingar. Larvutvecklingen tar mellan 1 och 3 år. 

## Systematik
Rotfjärilar tillför infraordningen Exoporia inom ordningen fjärilar. Denna infraordning har två överfamiljer varav rotfjärilarna och fyra andra systerfamiljer tillhör Hepialoidea. Det finns drygt 500 kända arter fördelade på över 50 släkten.

## Utbredning
Det största artantalet finns i den orientaliska och australiska regionen. I Europa finns 16 arter och i Norden och Sverige har 7 arter påträffats.

## Arter i Sverige
I Sverige har 7 arter påträffats varav 3 är rödlistade.
- silverbandad rotfjäril	(Gazoryctra ganna) Kunskapsbrist
- lapprotfjäril	(Gazoryctra fuscoargentea) Nära hotad
- kamsprötad rotfjäril	(Triodia sylvina)
- lerfärgad rotfjäril	(Korscheltellus lupulinus)
- ormbunksrotfjäril	(Pharmacis fusconebulosa)
- dvärgrotfjäril	(Phymatopus hecta)
- humlerotfjäril	(Hepialus humuli) Nära hotad